# Moxie (frisdrank)
Moxie is een Amerikaanse frisdrank die als de eerste op grote schaal geproduceerde frisdrank wordt beschouwd. Hij werd in 1876 ontwikkeld door dr. Augustin Thompson uit Union in Maine.

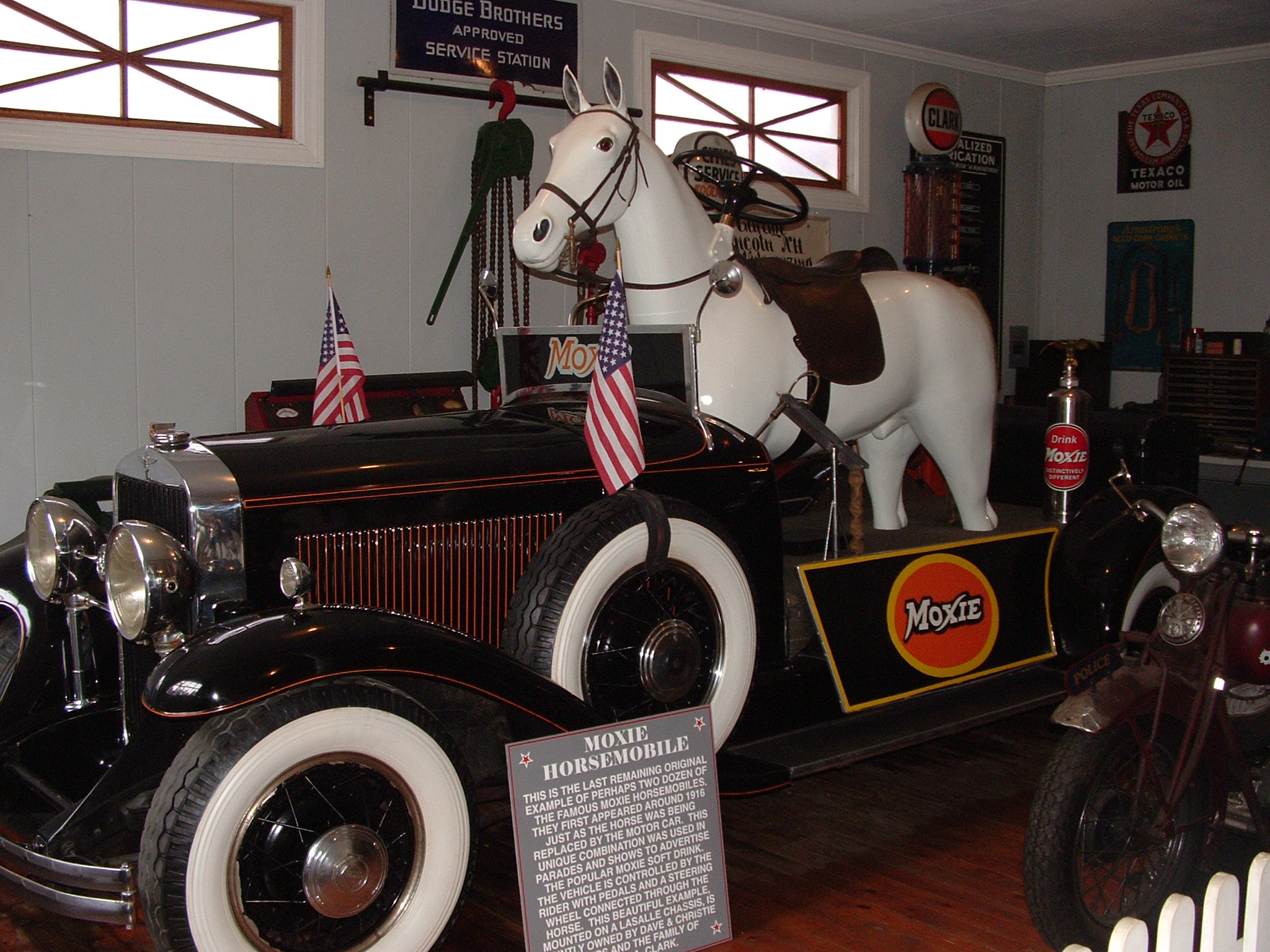
Moxiemobile..

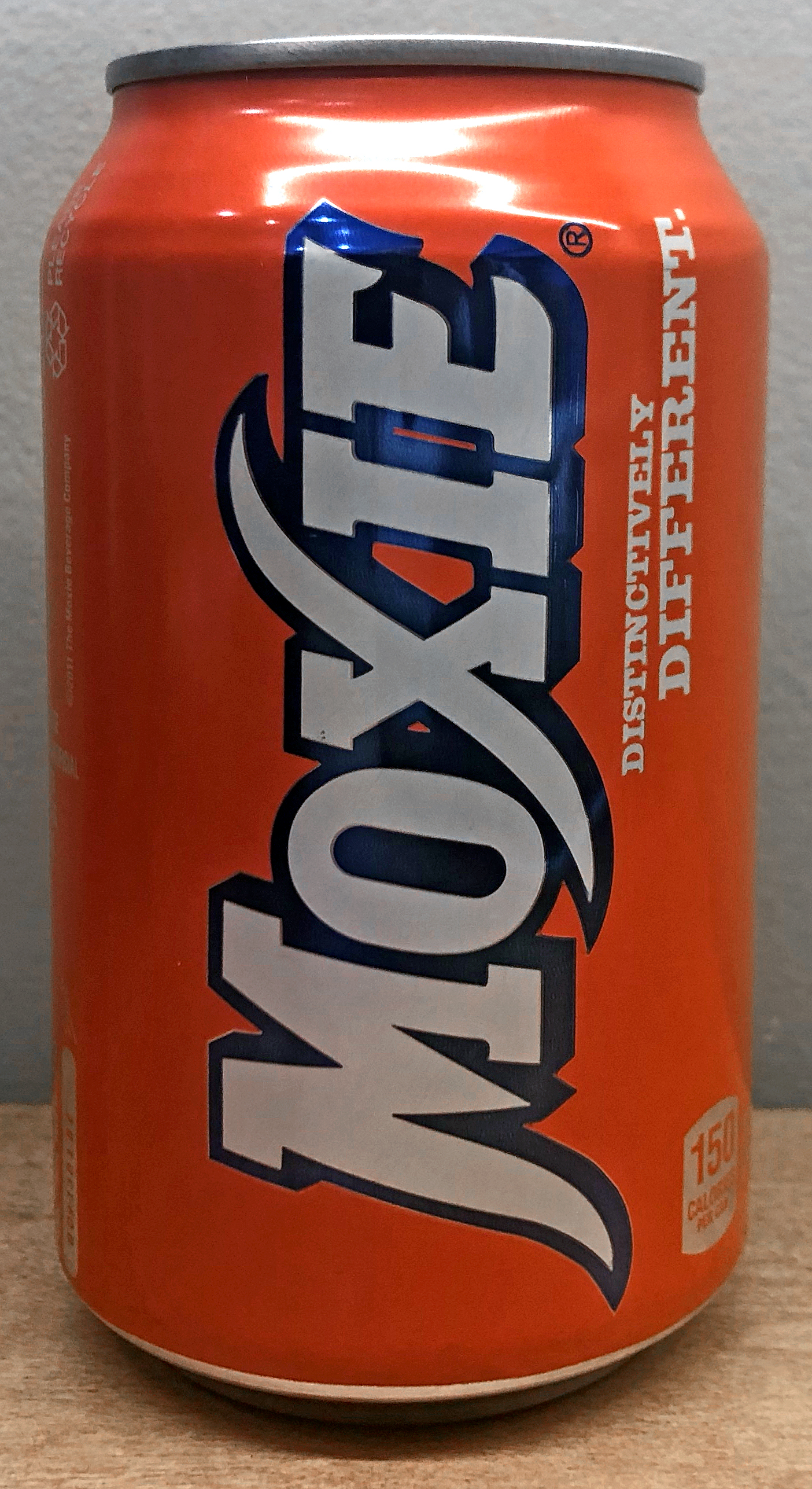
Moxie.

Moxie werd aanvankelijk in Lowell (Massachusetts) als een geneesmiddel gepresenteerd onder de naam "Moxie Nerve Food". Er werd van gezegd dat het kwalen genas variërend van hersenletsel tot "verlies van de mannelijkheid". Het werd door barpersoneel achter de hand gehouden om aan klanten te geven die te dronken waren om nog alcohol te mogen krijgen.
De naam deed zijn intrede in het Amerikaans Engels in de uitdrukking full of Moxie. Als dit over een persoon werd gezegd, hield dat in dat diegene talentvol of fanatiek was.
Door de concurrentie met Coca-Cola werd Moxie minder populair, hoewel deze frisdrank in New England nog altijd wordt verkocht. Op 10 mei 2005 werd het benoemd tot de officiële drank van de staat Maine. Moxie is de laatste jaren met name in zuidelijk Maine populairder geworden door de mogelijkheden om de drank te mixen met alcohol. Een bekende mix is de County Girl, bestaand uit één deel bourbon whiskey en twee delen Moxie on the rocks. Moxie is ook verkrijgbaar in een zeer beperkt aantal winkels in Pennsylvania.
Een van de belangrijkste ingrediënten van deze frisdrank is gentiaanwortelextract, dat een duidelijke invloed heeft op de kenmerkende smaak. Wie niet uit New England komt, zou een blikje Moxie voor een blikje sinas kunnen aanzien vanwege de oranje kleur. Moxie is momenteel eigendom van Cornucopia Beverages Inc. uit Bedford in New Hampshire. Er is ook een light-variant beschikbaar onder de naam Diet Moxie.